# Engel de Ruyter
Engel de Ruyter (2. maj 1649 – 27. februar 1683) var en hollandsk viceadmiral. Han var søn af admiral Michiel de Ruyter og dennes anden hustru, Neeltje (Cornelia) Engels. De Ruyter gjorde tjeneste for Amsterdams admiralitet, han steg i graderne fra officer under oplæring i 1666 til kaptajn i 1669, og kontreadmiral i 1673.
Engel begyndte sin karriere til søs om bord på et af sin fars skibe under ekspeditionerne i Middelhavet, Vestafrika, Caribien og Nordamerika i 1664 og 1665. Det var ikke usædvanligt, at kaptajner tog deres sønner med på togt, da de på den måde kunne lære faget, mens de blev aflønnet af admiralitetet. I 1666 under den anden britisk-hollandske krig blev de Ruyter officer under oplæring ved Amsterdams admiralitet. Under todagessøslaget gjorde de Ruyter tjeneste om bord på skibet Gouda (46 kanoner, 192 sømænd og 30 soldater) under kontreadmiral Willem van der Zaens kommando. 
I 1668 gjorde han tjeneste som midlertidig kaptajn, og i 1669 fik han fast tjeneste som kaptajn. For sin indsats i 1670 under admiralløjtnant Willem Joseph van Ghent mod kaperne fra Algier fik han en æresmønt med kæde.
Under den tredje britisk-hollandske krig deltog han i slaget ved Solebay, som kaptajn på Deventer (60 kanoner) og blev såret. Vinteren 1672-1673 havde han rang af major og et kompagni "landmatroser" i den Hollandse Waterlinie under sin kommando. I 1673 skiftede han skib, og blev kaptajn på Waesdorp under slagene ved Schooneveld og Kijkduin. Det viste sig, at han havde gjort klogt i at skifte skib, da Deventer ved et uheld eksploderede efter slaget ved Schooneveld. Senere samme år blev han udnævnt til kontreadmiral. 
Under den efterfølgende krig, den fransk-hollandske krig, gjorde han tjeneste om bord på Spieghel (70 kanoner), i 1674 under sin fars mislykkede ekspedition til Martinique. I 1675 var han på konvojtjeneste i Middelhavet, og i 1676 var han en del af flåden, der hjalp Danmark mod Sverige under den skånske krig. Udnævnelsen viceadmiral kom i 1678, samtidig fungerede han som kommandant for en eskadre i hjælpeflåden for Spanien under Cornelis Evertsen den unge. Han kæmpede mod den franske admiral Chateaurenault.
Engel de Ruyter hjalp Gerard Brandt med at forberede sin fars biografi, blandt andet skrev han sammendrag af farens logbøger. Fordi hans far var blevet adlet af både det spanske og det danske kongehus, fik han titlerne junker og senere baron; disse gav ham ret til at kalde sig ridder i Holland. Han købte i 1680 et gods i Breukelen som han døbte Ruytervegt. De Ruyter giftede sig aldrig og døde uden at efterlade sig arvinger.